# Feuerbestattung

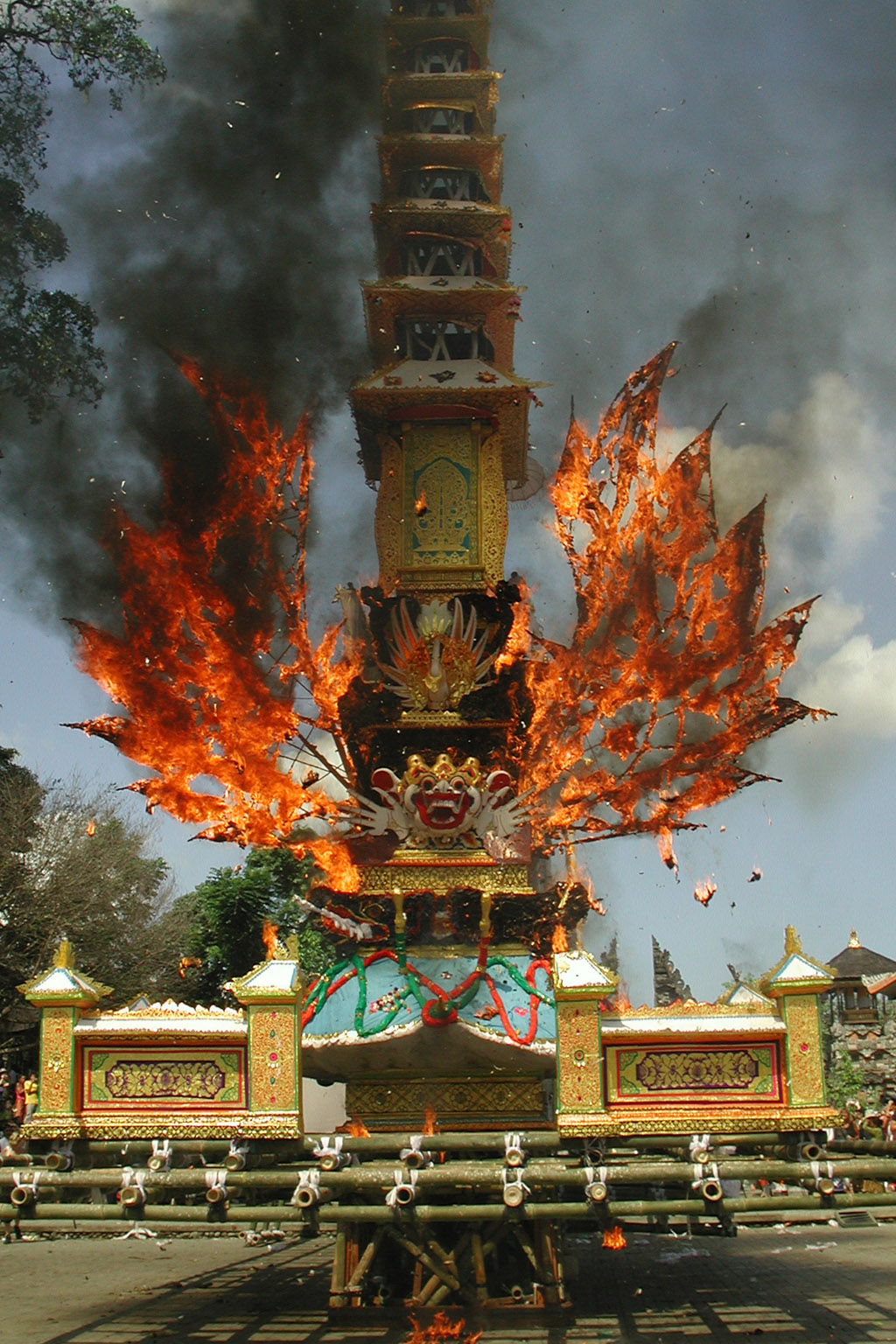
Kremation in Ubud (Indonesien)

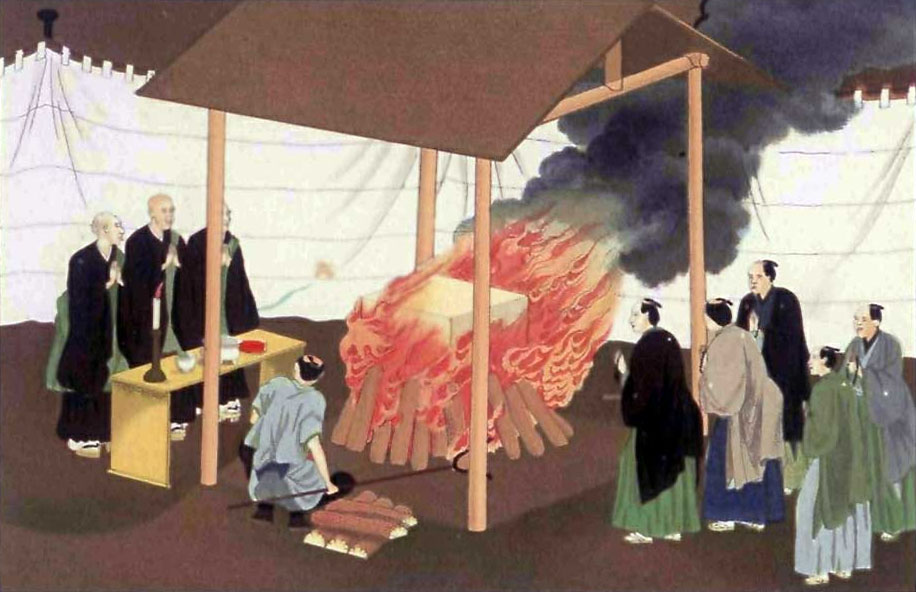
Darstellung einer japanischen Einäscherung

Die Feuerbestattung ist eine Form der Bestattung, bei der die Leiche eingeäschert wird. Eine Feuerbestattung umfasst die Einäscherung der Leiche und die anschließende Beisetzung der Asche. Im engeren Sinn kann auch bloß der Vorgang der Verbrennung gemeint sein, der auch als Kremation, Kremierung oder Einäscherung bezeichnet wird, früher auch als Leichenverbrennung. In der Archäologie wird vor allem die Bezeichnung Brandbestattung genutzt.
In vielen Ländern wird die Einäscherung in Krematorien durchgeführt. Die Überreste werden unverwechselbar in eine Aschekapsel überführt, die gewöhnlich in eine Bestattungsurne eingesetzt wird. Die Bestattung der Urne mit der Asche wird als Urnenbeisetzung bezeichnet. In allen EU-Mitgliedstaaten ist die Feuerbestattung der Erdbestattung rechtlich gleichgestellt.

## Geschichte
Die Brandbestattung stellte ein Element der geistigen Kultur dar, das in Urgesellschaften auf der ganzen Welt und zu allen Zeiten bei Menschengruppen unterschiedlicher Entwicklungsstufen auftrat. Über Ursachen und Verbreitung der Leichenverbrennung liegt eine zusammenfassende Darstellung des ethnographischen und archäologischen Materials außereuropäischer Völker vor (Ursula Schlenthers Werk Brandbestattung und Seelenglaube, 1960). Die Darstellung für die Zeit vor den Weltreligionen ist jedoch spärlich. Jedoch besteht keine Bindung der Brandbestattung an bestimmte wirtschaftlich-kulturelle Gruppen oder Klimazonen. Sie fand bei Jägern und Sammlern, wie auf Tasmanien, in Patagonien und den asiatischen Gebieten Russlands, sowie bei bäuerlichen Kulturen und solchen, die bereits Merkmale einer differenzierten Gesellschaft aufweisen statt. Es scheint wenige Gruppen gegeben zu haben, bei denen die Verbrennung (auch nur zeitweise) die einzige bekannte Bestattungsart war, wie bei den ältesten Kulturen Patagoniens und in der Hohokam-Kultur in Nordamerika. Meist steht wenigen Brandbestattungen eine weitaus größere Zahl an Körperbestattungen gegenüber. Erscheinungen wie die Urnenfelderkultur, die über Jahrhunderte den Grabritus in fast ganz Europa bestimmte, wurden in frühen außereuropäischen Gesellschaften nicht gefunden.

### Ur- und Frühgeschichte
Die Verbrennung des Körpers eines Verstorbenen war schon in vielen vorgeschichtlichen Kulturen gebräuchlich. Die Asche wurde verstreut oder aufbewahrt. Das Verstreuen erfolgte je nach den regionalen Besonderheiten an Land oder in einem Gewässer. Um die Asche aufzubewahren, wurden Urnen benutzt, unter anderem auch größere Vasen oder Krüge. Der Leichenbrand wurde bereits im Neolithikum aufgesammelt und auch mit Beigaben im Brandgrab (Leichenbrandlager, -schüttung) deponiert. Von den Trägern der Schönfelder Kultur wurde er erstmals in besonders gestalteten Urnen (Gesichtsurnen) auf Gräberfeldern (Urnenfeldern) in die Erde verbracht.
Das Urnengrab ist in Mitteleuropa eine Erscheinung der späten Bronzezeit, die sich mit der Urnenfelder-Kultur zwischen 1250 und 750 v. Chr. weit verbreitete. Dabei schützten mitunter kleine Steinkisten die Urnen, wie Funde in Dohren im Landkreis Harburg belegen. In der Eisenzeit war die Feuerbestattung die vorherrschende Bestattungsform in West- und Mitteleuropa, die Verbrennung und dann die Bestattung der Asche erfolgte in Keramikurnen. Die Urnengräber wurden wie beim Urnenfeld im Ruser Steinbusch mitunter durch Steinsetzungen markiert. Eine Ausnahme bildeten jene Kelten, die ihre Verstorbenen sippenweise in Hügelgräbern bestatteten, aber auch Brandbestattungen (Nekropole von Flaujac-Poujols) kannten.

### Antike
In der griechischen Antike wurde neben der verbreiteten Erdbestattung in einzelnen Felsgrüften, Mausoleen und Erdhügeln ab dem 11. Jahrhundert v. Chr. die Verbrennung der Leichen praktiziert, vorzugsweise von wohlhabenden Bevölkerungskreisen. Das Feuer dieser Zeremonie wurde mit Wein gelöscht und die Asche des Verstorbenen kam in Urnen. Diese wurden in ein Steingrab unter einem Erdhügel versenkt. Im antiken Griechenland gab es erhebliche regionale Unterschiede bei den Bestattungszeremonien. In Athen erfolgten Einäscherungen auch in großen Massen, wenn Epidemien zu einer sprunghaft ansteigenden Sterblichkeitsrate führten. Die hellenischen Urnen waren Blechkapseln, die in kleinen Kästchen aus Marmor oder Bleiblech ruhten. Die Einäscherung ermöglichte den erleichterten Rücktransport von gefallenen Kriegern zu ihren Heimatorten.
In der römischen Epoche vollzogen sich die Erdbestattung und die Feuerbestattung als gleichberechtigte Begräbniskulturen. Anfangs übernahmen reiche Römer die Feuerbestattung durch hellenistische Einflüsse in ihre Praxis. Seit dem 3. Jahrhundert war sie zur üblichen Bestattungsweise geworden. Die Aschenreste der Verstorbenen aus den einfachen Bevölkerungsgruppen kamen in einen kleinen Urnenraum des Cinerariums oder in gemeinschaftliche Schachtgräber (Puticuli). Für die Sklaven und ärmsten Bevölkerungsgruppen verblieb die unwürdige Verbrennung ihrer Leichen an einem Holzpfahl vor einer Erdgrube. Dabei fielen die nicht vollständig verbrannten Totenkörper in die Grube und wurden nachträglich mit Erde bedeckt. Aus hygienischen Motiven bestimmte das Zwölftafelgesetz (450 v. Chr.), dass die Verbrennungsstätten vor der Stadt anzulegen sind. Es untersagte auch Prunkzeremonien. Die wohlhabenden römischen Familien besaßen neben ihrer eigenen Grabstätte ein dazugehörendes Krematorium (Castel franco) oder eine zweite Begräbnisstätte (Ustrinum) für die Einäscherungszeremonie. Die Aschen der Toten wurden in einem kleinen, etwa 60 Zentimeter langen Sarkophag aufbewahrt. Die mittlere Bürgerschaft nutzte ein gemeinschaftliches, öffentliches Krematorium.

„Zwischen dem ersten und dem fünften Jahrhundert wurden in Rom und seinen Provinzen Körper- und Brandbestattung parallel geübt, wobei während der früheren und mittleren Kaiserzeit in der Oberschicht die Brandbestattung bevorzugt wurde, dagegen mussten sich die unteren sozialen Schichten mit der weniger aufwändigen Erdbestattung zufrieden geben.“

Jacob Grimm interpretierte in seinem kulturhistorischen Vortrag Über das Verbrennen der Leichen, den er im Jahr 1849 vor der Königlich-Preußischen Akademie der Wissenschaften in Berlin hielt, die Feuerbestattung bei den Griechen und Römern im Vergleich zur älteren Erdbestattung als „Fortschritt geistiger Volksbildung“. Aber auch die spätere Rückkehr zur Erdbestattung, insbesondere im Zuge der Ausbreitung des Christentums, sah er als Ausdruck der „Veredlung“ der Menschheit.

### Spätantike und Mittelalter
Mit der Verbreitung des Christentums nahm in der spätantiken Epoche das heidnische Feuerbestattungsritual ab. Jacob Grimm stellte fest: „Wohin das christenthum drang, da erloschen vor ihm alle leichenbrände.“ Die Ursachen für den Wechsel bei den Bestattungsformen gelten jedoch als nicht abschließend geklärt. Nach Stefan Fayans (1907) geht der Wandel in der Bestattungskultur in den ersten nachchristlichen Jahrhunderten auf sich verändernde Kulturverhältnisse zurück. Der Jenseitsglauben durch aufkommende Mysterienreligionen könnte einen hintergründigen Einfluss ausgeübt haben.
Mit einem Erlass von Karl dem Großen aus dem Jahr 786 wurde die Verbrennung von Toten verboten und die Erdbestattung verpflichtend eingeführt. Die kaiserlichen Kapitularien von 786 sowie 810/813 verlangten die Beisetzungen auf kirchlichen Friedhöfen. Im Mittelalter diente der Feuertod als Todesstrafe.

### Beginn der Kremation in Deutschland und Österreich
In Europa fand die erste Feuerbestattung der Neuzeit im Mai 1752 auf Schloss Roßwald in Österreichisch-Schlesien statt. Sophia von Sachsen-Weißenfels, die Ehefrau des Grafen Albert Joseph von Hoditz, wurde auf einem Scheiterhaufen eingeäschert.
Der § 184 II 11 des Preußischen Allgemeinen Landrechts (1794) steht für das Bewusstwerden der hygienischen Probleme der Leichenbehandlung, darin wurde die Bestattung von Leichen in bewohnten Gebieten untersagt. Seit der Mitte des 19. Jahrhunderts verstärkte sich die Forderung nach einer Feuerbestattung aus mehreren Gründen. Die Ärzteschaft lobte die Feuerbestattung als die hygienischere Bestattungsform. Die Arbeiterverbände und die aufkeimende Sozialdemokratie sahen eine kostengünstigere Bestattungsart. Sich ausbreitende areligiöse Verbände wie die Freidenker propagierten die Feuerbestattung gezielt, auch in bewusster Abgrenzung zur christlichen Bestattungskultur. Hygienische und ökonomische Aspekte rückten somit in den Vordergrund und führten dazu, dass das Bestattungswesen im 19. Jahrhundert zunehmend in die Verantwortung der Kommunen überging.
Die erste Feuerbestattung in Deutschland fand am 22. September 1874 in der städtischen Gasanstalt in Breslau unter der Leitung von Karl Heinrich Reclam im Rahmen einer Naturforscher-Versammlung mit der Leiche einer im Breslauer Hospital verstorbenen alten Frau statt.
Die nächste offizielle Feuerbestattung und die erste in Dresden wurde am 9. Oktober 1874 im Siemens-Glaswerk auf der Freiberger Straße vollzogen, nachdem auf Betreiben von Friedrich Küchenmeister der Ingenieur Friedrich Siemens einen Ofen zur Leichenverbrennung entwickelt hatte. Die Tote war die Engländerin Katherine Dilke (geborene Snell, 1842–1874), erste Ehefrau des britischen Unterstaatssekretärs Sir Charles Dilke (1843–1911). Sie hatte diese Form der Bestattung in ihrem Testament festgelegt. Der kulturelle Wandel hielt an und führte zur Gründung verschiedener Vereine, die sich für die Kremation einsetzten. So bestand in Dresden Die Urne – Verein für facultative Leichenverbrennung, der 1876 den ersten „Europäischen Kongress der Freunde der Feuerbestattung“ veranstaltete.

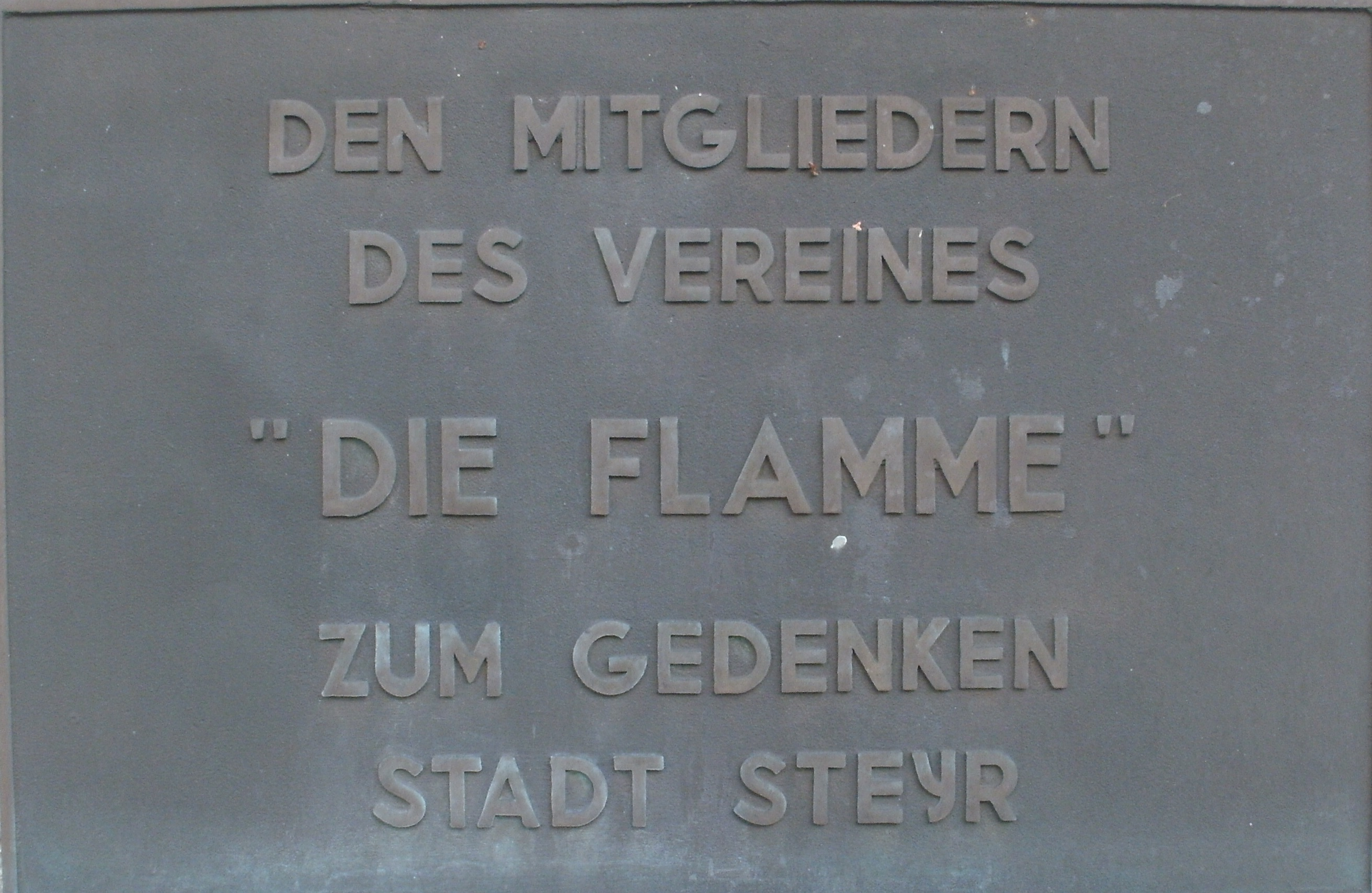
Gedenktafel für den Verein Die Flamme in Steyr

1878 erlaubte Herzog Ernst II. von Sachsen-Coburg und Gotha im heutigen Thüringen den Bau des ersten deutschen Krematoriums; es wurde am 10. Dezember 1878 in Gotha eröffnet. Das zweite Krematorium wurde 1891 in Heidelberg eröffnet. Im selben Jahr war auch das Krematorium in Hamburg schon betriebsbereit. Es wurde jedoch erst im November 1892 eröffnet, nachdem die Choleraepidemie von 1892 tausende Opfer gefordert hatte. 1905 bildete sich der Verband Freidenker für Feuerbestattung. In Zittau gründeten einflussreiche Bürger einen Feuerbestattungsverein, der auch von der Stadtverwaltung unterstützt wurde. 1908 konnte der Verein mit dem Bau eines Krematoriums mit Urnenhain beginnen, die 1920 von der Stadt übernommen wurden.
In Österreich setzte sich seit Ende des 19. Jahrhunderts vor allem der Verein Die Flamme für die Errichtung eines Krematoriums ein. Das erste österreichische Krematorium – die Feuerhalle Simmering in Wien – wurde 1922 eröffnet.
Gesetzlich geregelt wurden die Feuerbestattungen in Deutschland erst in der Zeit des Nationalsozialismus durch das Gesetz über die Feuerbestattung vom 15. Mai 1934 (RGBl. I S. 380). Dieses Gesetz stellte Erd- und Feuerbestattungen rechtlich gleich. Es schrieb unter anderem eine ärztliche Leichenbeschau vor der Einäscherung vor und erlaubte die Beisetzung der Urne nur auf einem ausgewiesenen Friedhof. Etliche Bestimmungen des Gesetzes von 1934 sind in die heute gültigen Bestattungsgesetze und Verordnungen der Bundesländer übernommen worden.

### Feuerbestattung in der DDR
In der DDR wurde die Feuerbestattung staatlicherseits bewusst gefördert und zu einem gesamtgesellschaftlichen Anliegen entwickelt.

## Religionen

### Christentum
Im Christentum wurde die Feuerbestattung jahrhundertelang abgelehnt. Der Grund ist im Glauben an die leibliche Auferstehung der Toten zu suchen, zu der sich das Christentum im Glaubensbekenntnis bekennt. Die christliche Praxis der Erdbestattung orientierte sich an der Grablegung Jesu Christi. Die Einführung und Verbreitung von Krematorien verliefen in Europa je nach Land und Region unterschiedlich. In katholisch geprägten Ländern waren die Widerstände gegen die Feuerbestattung größer als in nicht-katholischen Ländern.
Die Kongregation der Inquisition untersagte unter Papst Leo XIII. am 19. Mai 1886 Katholiken die Feuerbestattung sowie die Zugehörigkeit zu Feuerbestattungsvereinen und nannte die Feuerbestattung eine „barbarische Sitte“. Das Dekret legte fest, dass für Katholiken, die letztwillig ihre Verbrennung verfügt hatten, keine kirchliche Begräbnisfeier gehalten und sie nicht auf dem Kirchhof bestattet werden konnten. Mit dem Codex Iuris Canonici von 1917 wurde das Verbot der Feuerbestattung, die Nichtigkeit entsprechender Bestimmungen sowie das Verbot kirchlicher Bestattungen von Leuten, die eine Feuerbestattung für sich bestimmt hatten und kein Zeichen der Reue darüber gezeigt hatten. Am 5. Juli 1963 erlaubte das Heilige Offizium die Feuerbestattung für Katholiken. Die Bekanntgabe erfolgte am 24. Oktober 1964. Die Asche ist nach verschiedenen Bekanntmachungen der katholischen Kirche aber zu bestatten und darf nicht verstreut werden. Die Feuerbestattung ist Katholiken nicht erlaubt, wenn sie aus Gründen gewählt wurde, die der christlichen Glaubenslehre widersprechen und den Glauben an die Auferstehung ausdrücklich leugnen. Die katholische Kirche empfiehlt vorzugsweise die Erdbestattung.
Die evangelischen Kirchen standen gegen Ende des 19. und am Anfang des 20. Jahrhunderts der Feuerbestattung ebenfalls überwiegend ablehnend gegenüber, danach setzte sich eine tolerierende (wenn auch nicht fördernde) Haltung durch.
In den orthodoxen Kirchen wird die Feuerbestattung abgelehnt. In Griechenland wurde sie 2006 zwar legalisiert, aufgrund des Widerstands der griechisch-orthodoxen Kirche gab es jedoch zunächst lange kein Krematorium in Griechenland. Bischof Anthimos von Thessaloniki sagte: „Seit zweitausend Jahren heißt es in der Lehre der Kirche, dass die Toten begraben werden sollen, nicht verbrannt. Verbrennung steht unserem Glauben auf Auferstehung entgegen. […] Die Kirche kann und will keinen Kompromiss eingehen. Wir werden jedem klar machen: Wenn er sich für Einäscherung entscheidet, wird er verdammt.“ Die orthodoxen Kirchen verweigern deshalb bei eingeäscherten Verstorbenen die Begräbniszeremonie. Trotz der ablehnenden Haltung der griechisch-orthodoxen Kirche nahm die Zahl der Feuerbestattungen zu, Kremationen fanden im benachbarten Ausland statt. Im Jahr 2016 wurden in Bulgarien rund 4000 griechische Bürger eingeäschert. Erst 13 Jahre nach der Legalisierung wurde Ende September 2019 das erste Krematorium Griechenlands 75 km nördlich von Athen in Ritsona (Ort in der Gemeinde Vathy (Avlida)) eröffnet.

### Andere Religionen

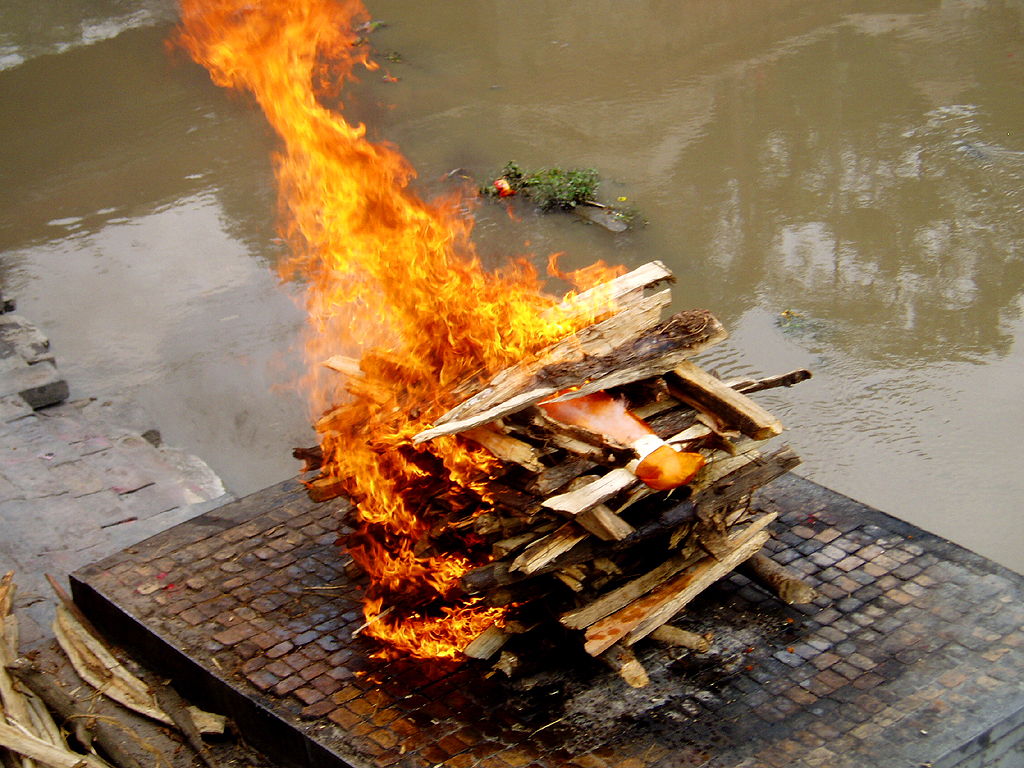
Einäscherung nach hinduistischem Brauch in Nepal. Die Leiche wurde in ein rötliches Tuch gehüllt.

- Im Judentum[34] und im Islam[35] ist die Verbrennung des toten Körpers, also die Feuerbestattung, grundsätzlich verboten.
- Für die Bahai-Religion verbot ihr Stifter Baha’u’llah 1873 in seinem Kitab-i-Aqdas die Feuerbestattung.
- Der Hinduismus kennt keine einheitlichen Rituale. Zumeist wird der Verstorbene vom Sohn zur Grabstätte gebracht und auf den gereinigten Boden gelegt. Die Verbrennung erfolgt unter freiem Himmel auf einem Scheiterhaufen.
- Für Buddhisten ist die offene Verbrennung üblich, der Tote gelangt so statt in Erde in transzendente Luft.
- In Japan werden Leichenverbrennungen bei niedrigeren Temperaturen als in Europa durchgeführt. Die Tradition begann im Jahre 700 mit der Verbrennung des Mönchs Dōshō, gefolgt von der des Jitō-tennō im Jahr 703 und des Mommu-tennō im Jahr 707 und wurde in der Nara-Zeit üblich. Knochenbestandteile in der Asche werden durch die Angehörigen, die eine Kette bilden, mittels Stäbchen weitergegeben, bevor sie in die Urne gelegt werden.
- In Bali wird die Balinesische Einäscherungszeremonie zelebriert.

## Ablauf einer modernen Feuerbestattung
Eine Feuerbestattung unter freiem Himmel, wie für Hindus und Buddhisten, ist in Mitteleuropa nicht gestattet.

### Vorbereitung
In Deutschland bedarf die Feuerbestattung einer gesonderten Genehmigung. Insbesondere dürfen keine Zweifel an der Identität des Toten und an der Todesursache bestehen, da eine nachträgliche Untersuchung der Leiche (Exhumierung) nach der Verbrennung nicht mehr möglich ist. Daher erfolgt vor der Kremierung eine zweite Leichenschau durch einen Amtsarzt oder Rechtsmediziner im Kühlraum des Krematoriums, in der Regel innerhalb von zwei Tagen. In Deutschland gilt Sargpflicht, deshalb erfolgt vor der Einäscherung auf jeden Fall die Einsargung. Ein menschlicher Körper besteht zu über 70 Prozent aus Wasser und für die Verbrennung wird zusätzliches Brennmaterial benötigt. Der Leichnam wird deshalb mitsamt dem Sarg im Krematorium verbrannt. Bei manchen Anlagen ist allerdings auch eine pietätvolle Einführung in einfacheren Behältnissen möglich.

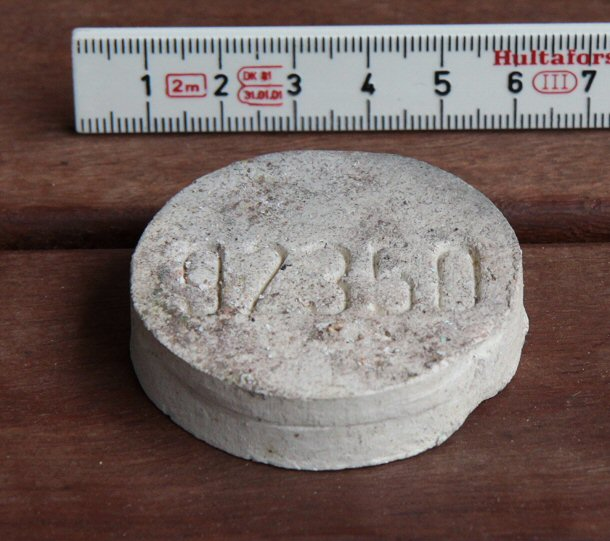
Ein bei einer Feuerbestattung verwendeter Schamottestein

Für die Einäscherung werden nichtgeschraubte Särge aus Holz verwendet. Beschläge aus anderen Werkstoffen werden vor der Kremierung entfernt. Das Holz des Verbrennungssarges ist Energiequelle und eine weitere ist die Totenbekleidung. Diese sollte nicht aus Kunststoffen bestehen. Sarg, Sargausstattung und Totenbekleidung werden so ausgewählt, dass die Emissionen während der Verbrennung den Vorschriften genügen.
Je nach den bestehenden Vorschriften müssen bereits vor der Kremierung Herzschrittmacher und medizinische Hilfsmittel aus dem Körper entfernt werden, wegen der Explosionsgefahr bei Hitzeeinwirkung könnten Batterien den Ofen schädigen. Wenn kurz vor dem Tod des Verstorbenen eine nuklearmedizinische Behandlung angewendet wurde, muss gegebenenfalls eine Wartezeit eingehalten werden, um die radioaktive Belastung des Leichnams abklingen zu lassen (in Deutschland gemäß der Strahlenschutzverordnung).
Die Öfen in den (meisten) Krematorien sind nicht dafür ausgelegt, mehr als einen Sarg gleichzeitig aufzunehmen. Bei Feuerbestattungen in Deutschland wird vor der Verbrennung ein Schamottestein auf den Sarg oder zum Leichnam gelegt. In den Stein ist dieselbe einmalig vergebene Nummer eingeprägt wie auf dem Deckel der Urne, auf dem noch weitere Angaben stehen. Dies sichert die Zuordnung der Asche zur Urne zusätzlich ab.

### Verbrennung

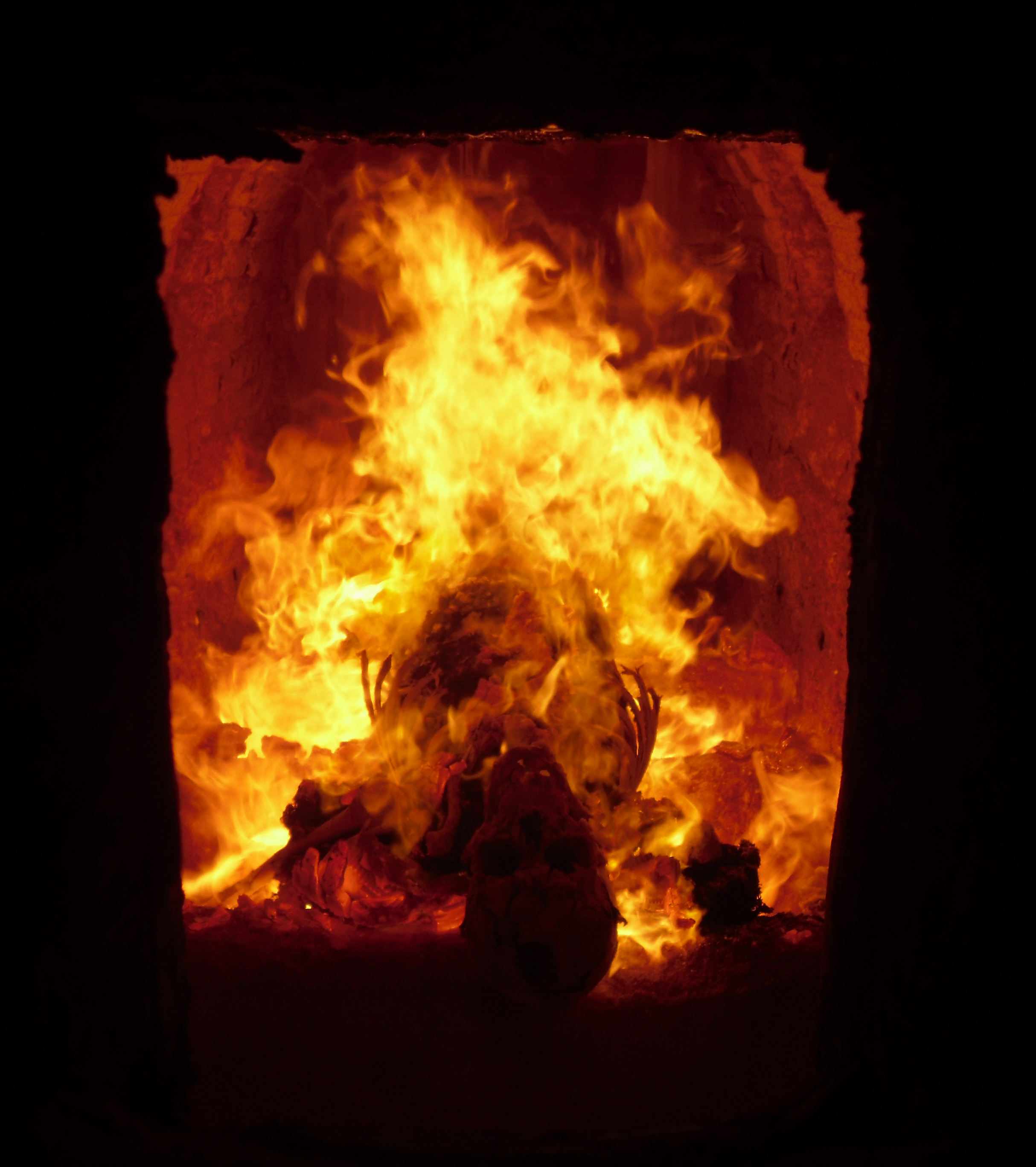
Verbrennung eines Toten

Die Kremierung selber erfolgt in einem mit Schamottsteinen ausgemauerten Muffelofen, der auf etwa 900 °C vorgeheizt wurde. Wenn der Ofen eine zur Einäscherung geeignete Temperatur erreicht hat, wird dieser für den Leichnam – welcher sich nach dem Feuerbestattungsgesetz in einem Sarg befinden muss – freigegeben. Der Sarg wird meist automatisiert eingefahren, um einen übermäßigen Temperaturverlust zu vermeiden. Der Sarg entzündet sich durch die von der wärmespeichernden Schamotteauskleidung des Ofens abgegebene Hitze von selbst. Andererseits bringt die Verbrennung des Sarges die notwendige Energiemenge ein, um die Verbrennung am Laufen zu halten. Die Verbrennung wird lediglich durch Zuführen heißer Luft unterstützt. Diese Phase dauert etwa 45 Minuten und endet mit dem Abblasen der Asche aus der Verbrennung von Sarg und Kleidung. Die Temperatur wird anschließend – etwa durch Zuschalten von Gasbrennern – auf 1.200 °C erhöht, um verbliebene Bestandteile zu veraschen. Die Ofensysteme verfügen über Sicherheitseinrichtungen, die eine umwelt- und ressourcenschonende und für den Mitarbeiter sichere Verbrennung gewährleisten. Während der Einäscherung verbrennen die Organe und die weichen Gewebeteile. Im Wesentlichen verbleiben nur mineralische Knochenbestandteile und Zähne (etwa fünf Prozent des Körpergewichts) sowie nichtbrennbare Implantate.
Der Kremationsprozess benötigt etwa 20 Liter Heizöl pro Leiche oder eine entsprechende Energiemenge aus einer anderen Quelle (Brenngas oder elektrische Beheizung). Die Verbrennung dauert durchschnittlich etwas mehr als 90 Minuten. Särge aus Eichenholz brennen langsamer als Särge aus Tanne, Fichte oder Kiefer. Ein schwerer Leichnam enthält mehr Wasser und verbrennt deshalb langsamer. Zusammen mit dem Abkühlen der Verbrennungskammer kann sich die Gesamtzeit auf drei Stunden erhöhen.
Die Abgase aus dem Einäscherungsofen werden gereinigt. In modernen Anlagen folgt auf einen Kühler der Rauchgase der Zyklon mit einem Kalk-Kohle-Gemisch und ein Feinstaubfilter für feine Festteilchen. Daran schließt sich eine Katalysatoreinrichtung an, um die innerhalb des 27. Bundes-Immissionsschutzgesetzes (BImSchG) festgelegten Emissionswerte einzuhalten, bevor das gereinigte Abgas über den 10 Meter hohen Kamin in die Umgebungsluft austritt. Der Grenzwert für Kohlenstoffmonoxid liegt beispielsweise bei einem Stundenmittelwert von 50 mg/m3. Die Grenze für organische Stoffe liegt bei 20 mg/m3. Im Bundes-Immissionsschutzgesetz sind bis dato allerdings keine Grenzwerte für Quecksilber, Feinstaub und die Anzahl ultrafeiner Partikel (UFP) festgelegt.
In Deutschland sind die Verordnung über Anlagen zur Feuerbestattung und die VDI-Richtlinie 3891 maßgeblich. Die vorschriftsmäßige Durchführung der Kremation kann im Einzelfall anspruchsvoll sein. Beispielsweise können bei der Verbrennung von hochgradig adipösen Leichen wegen der größeren absoluten und relativen Menge an Körperfett, das einen besonders hohen spezifischen Heizwert aufweist, sehr hohe Temperaturen entstehen, die bei mangelnder Vorsicht zu einer höheren Umweltbelastung oder sogar zur Beschädigung der Anlage führen könnten. Die Verbrennungsleistung kann über die Menge und Temperatur der Luftzufuhr geregelt werden.
Viele Krematorien erlauben auf Wunsch die Anwesenheit von Angehörigen bei der Kremierung. Unabhängig von Trauerfällen bieten einige Krematorien die Möglichkeit, das Krematorium zu besichtigen.

### Mahlgang und Abfüllung der Asche

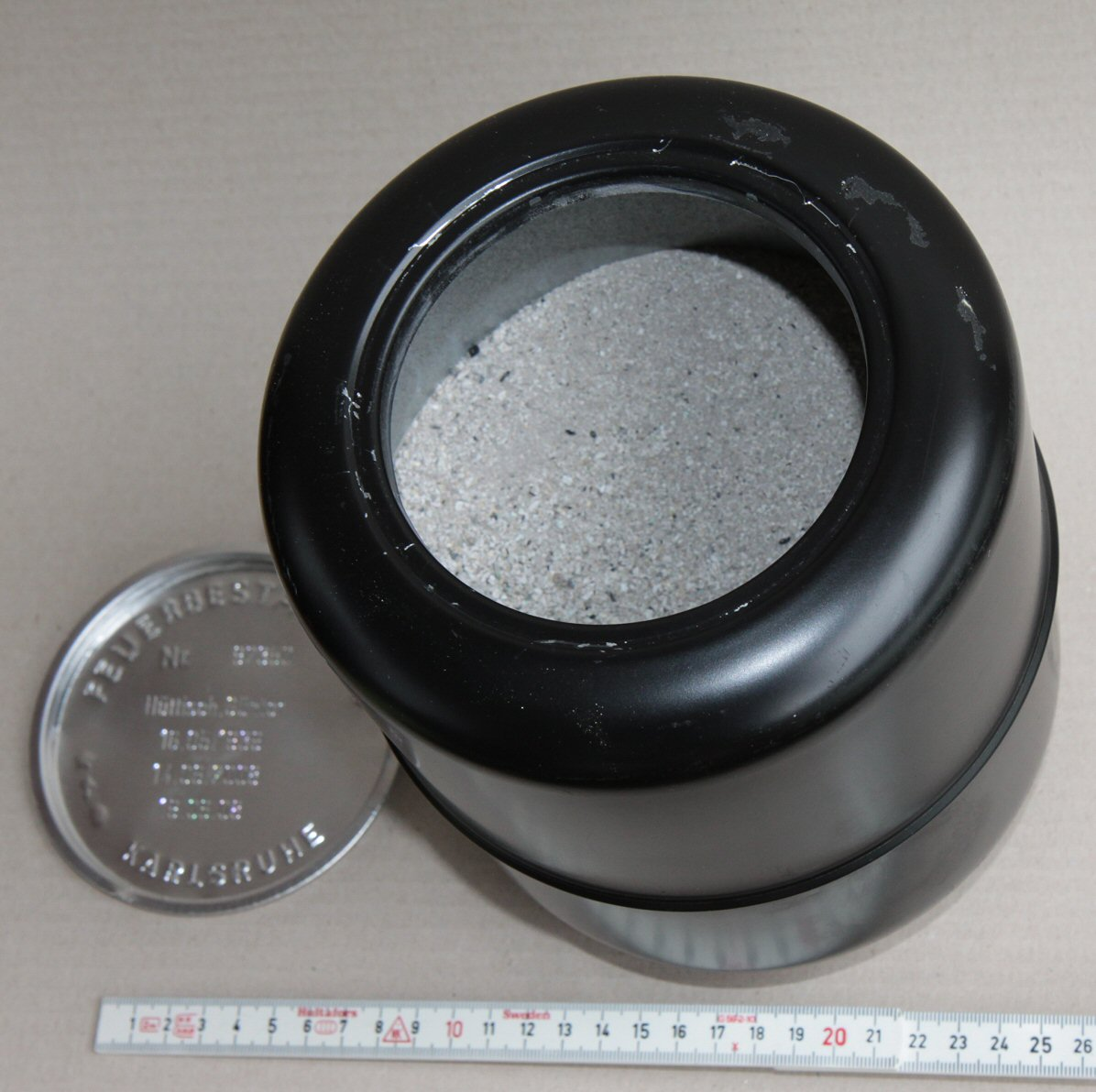
Eine Aschekapsel mit der darin enthaltenen Totenasche, links der Deckel

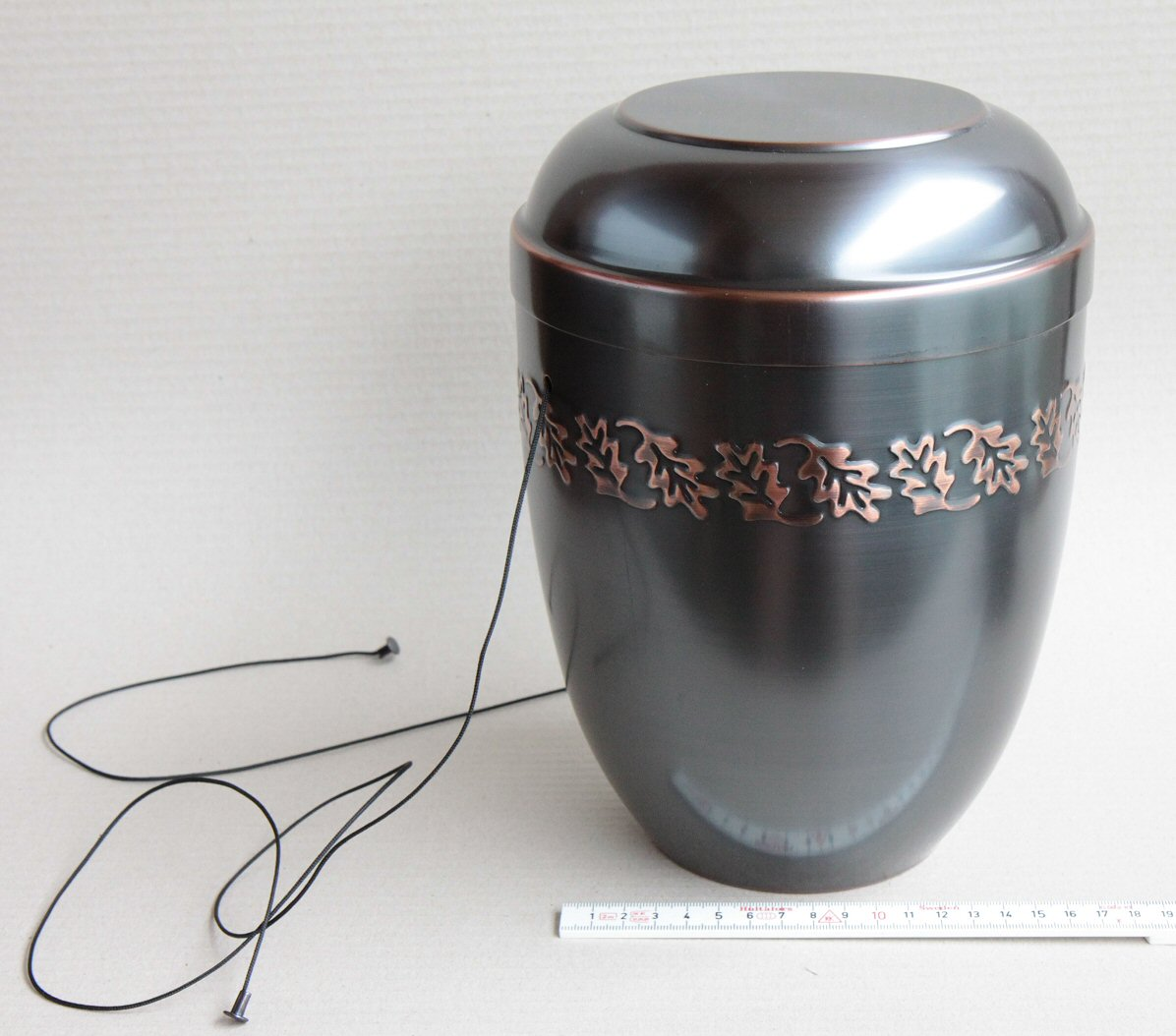
Eine Schmuck- oder Überurne mit den Schnüren, die dazu dienen, die Urne ins Erdreich hinabzulassen

Nachdem der Ofen auf etwa 600 °C abgekühlt ist, werden die Knochenreste mit einem Stahlbesen in einen Aschenkasten gekehrt, wobei Eisenteile wie Sargklammern magnetisch aussortiert werden. In vielen Krematorien werden Implantate aus Gold und Titan ebenfalls ausgesondert, so weit dies technisch möglich ist. In der Asche befinden sich noch größere Knochenfragmente. In einer Knochenmühle wird dieses Gemisch mit Hilfe von schweren Stahlkugeln zu einem feinen Pulver vermahlen.
Das Mahlgut und die keramische Markierungstafel (Schamottestein), die dem Sarg bei der Verbrennung beigelegt war, werden in eine Aschekapsel gefüllt und diese wird verschlossen. Außen auf dem Kapseldeckel werden der Name des Krematoriums, der Name des Verstorbenen und sein Geburts-, Todes- und Einäscherungsdatum sowie die Identifizierungsnummer geprägt. Die Aschenkapsel wird oft in eine repräsentative oder dekorative Überurne eingesetzt, welche der schlicht gestalteten Aschekapsel ein würdiges, pietätvolles Aussehen gibt.
Die Aschekapsel wird in Deutschland an den Bestatter übergeben oder als Paket zum Ort der Beisetzung transportiert. In einigen Bundesländern darf die Aschekapsel – nur zum Transport an den Ort der Beisetzung – auch an die Angehörigen ausgehändigt werden. In der Schweiz können Angehörige die Urne abholen und sie beispielsweise zu Hause aufstellen oder die Asche verstreuen. In den Niederlanden und vielen anderen Staaten wird die Aschekapsel grundsätzlich an die Angehörigen ausgehändigt. Die durchschnittliche Aschemenge, die nach der Einäscherung eines Erwachsenen freigesetzt wird, beträgt etwa 3 bis 3,5 Liter.

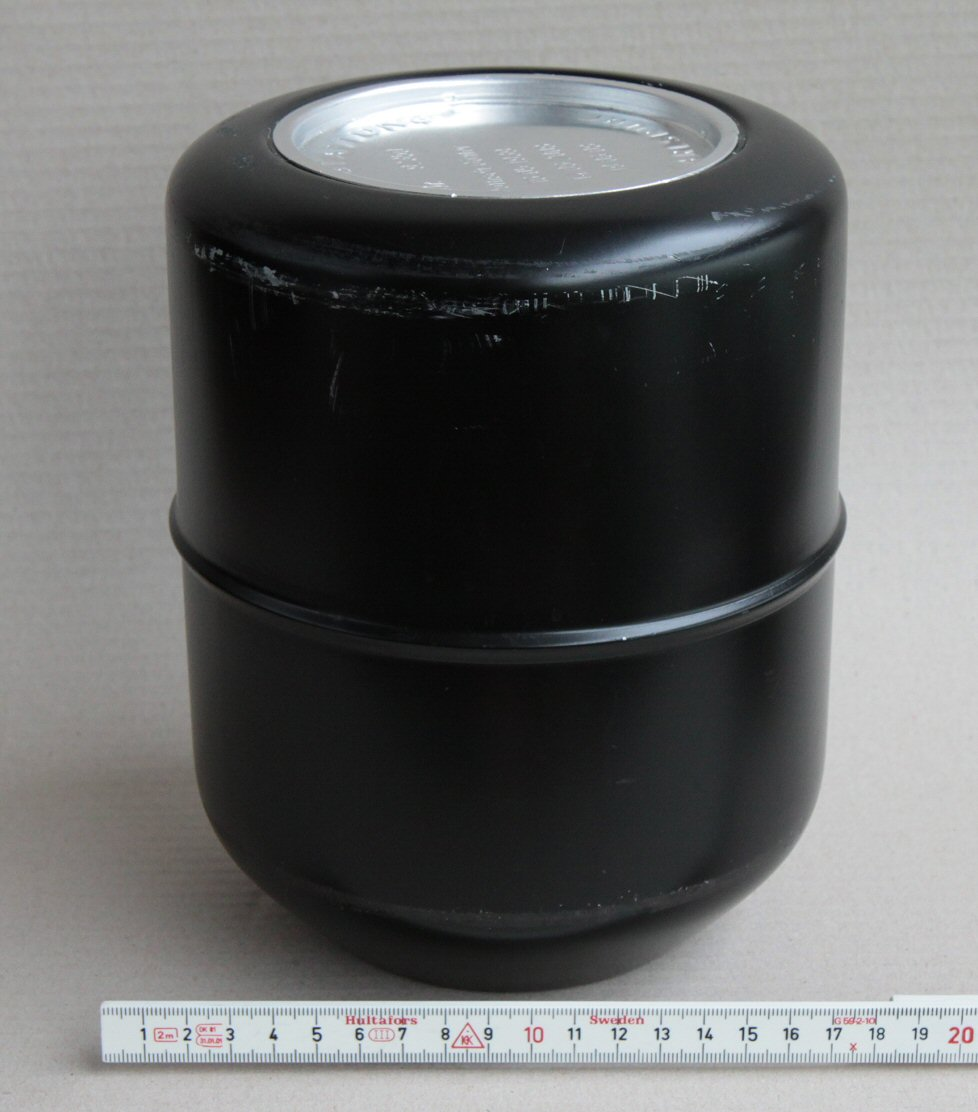
Eine Aschekapsel
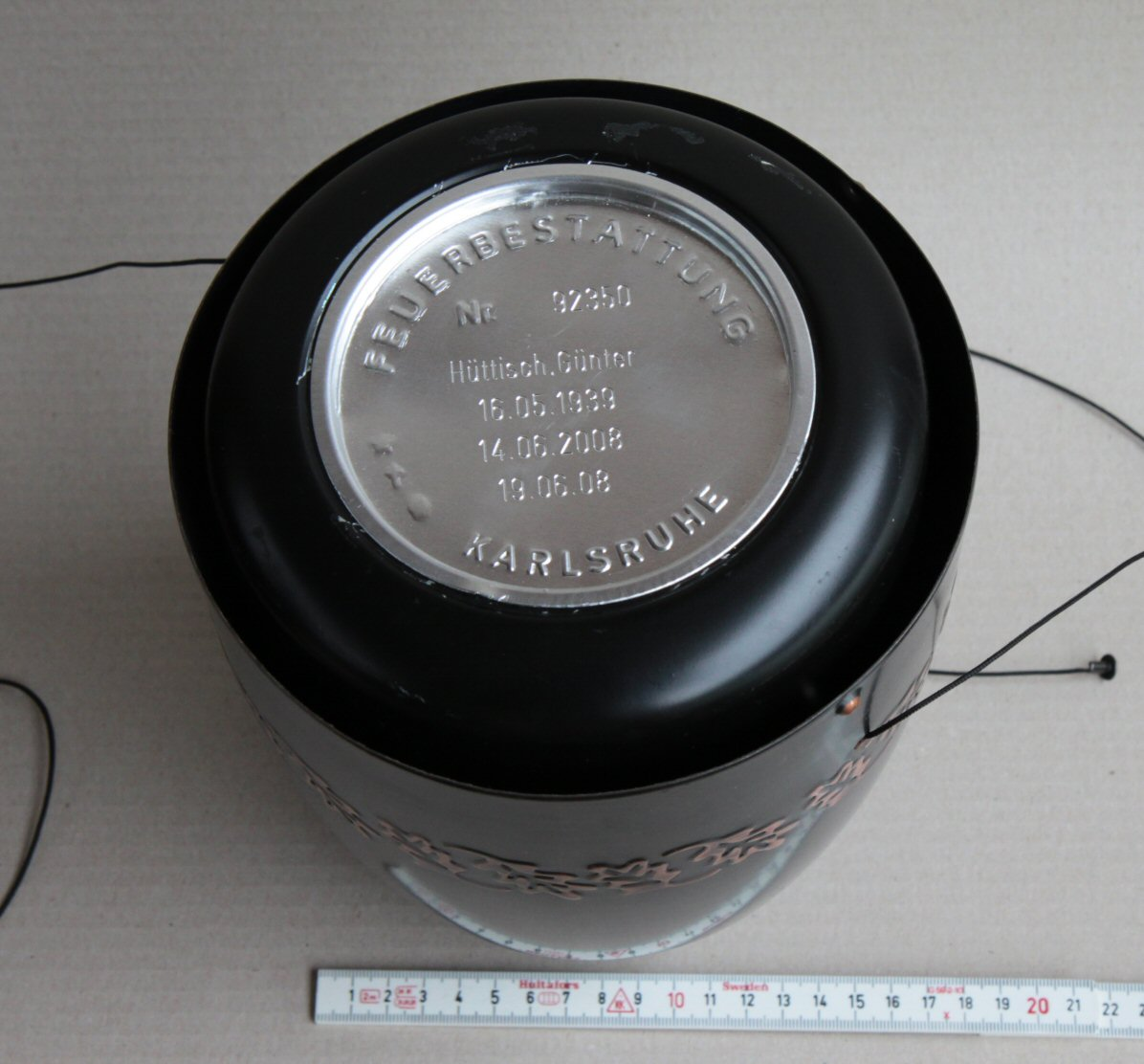
Eine Aschekapsel in einer Schmuck- oder Überurne

### Eigentum und Erlöse
Der Körper des Toten ist kein Eigentum im Sinne des bürgerlichen Rechts. Die bei der Verbrennung des Leichnams nicht veraschten Edel- und Hartmetallimplantate werden juristisch wie ein Teil des Körpers behandelt.
Geschätzt fallen je Einäscherung (Edel-)Metalle im Wert von 70 Euro an. Verbleibende Wertstoffe werden auf Verlangen der Erben herausgegeben. In vielen Bundesländern gibt es keine eindeutigen Vorgaben, was nach der Einäscherung mit den Metallen der Implantate passiert. Lediglich im Hamburger Bestattungsgesetz (§ 14 Abs. 2 BestG HH) ist geregelt, dass alle bei der Kremation übrig bleibenden Reststoffe in der Urne beigesetzt werden müssen. Viele Betreiber von Krematorien spenden die anfallenden Edelmetalle und andere Wertteile karitativen Organisationen. In den Niederlanden und Großbritannien wurden gemeinnützige Fonds für die Erlöse geschaffen. Hat der Erblasser eine Verfügung über die Metallreste für seine eigene Kremierung getroffen, ist diese Weisung bindend. Andernfalls bespricht der Betreiber des Krematoriums diesen Punkt üblicherweise mit den Hinterbliebenen. Die Vereinbarung mit den Hinterbliebenen wird schriftlich dokumentiert.
Über die kommunale Bereicherung der die Krematorien betreibenden Kommunen oder ihrer Mitarbeiter gibt es zum Teil Gerichtsentscheidungen, wobei diese die Frage offenlassen, wie mit den werthaltigen Resten allgemein umzugehen ist. Der ehemalige Generalsekretär des Bundesverbandes Deutscher Bestatter (BDB), Rolf Lichtner, war der Ansicht, es sei „durchaus üblich, dass Krematorien Metalle wie Zahngold nach der Verbrennung zu kommerziellen Zwecken verkaufen“. Ethisch verurteilt der BDB diesen Umgang jedoch: „Grundsätzlich gehört alles in die Urne.“ Laut Rechtsprechung besteht sogar ein strafrechtlicher Schutz wegen Störung der Totenruhe. Dieser bezieht sich jedoch nur auf eine unbefugte Entnahme der Metalle aus der Totenasche. Die für die Praxis im Umgang mit den Kremationsüberresten maßgeblichen Landesbestattungsgesetze verbieten die Entnahme von Metallen nicht. In Niedersachsen zum Beispiel ist diese nach dem dortigen Bestattungsgesetz sogar explizit erlaubt. Das Finanzgericht Baden-Württemberg urteilt in einem Verfahren im November 2023, dass wertvolle metallische Rückstände nach Einäscherung eines Verstorbenen als Sachspende an den Betreiber eines Krematoriums eingestuft werden können. Voraussetzung ist hier ebenfalls eine entsprechende Einwilligung der Totenfürsorgeberechtigten. Auch der voraussichtlich 2024 in Kraft tretende Entwurf zur Änderung des Gesetzes über das Leichen-Bestattungs- und Friedhofswesen des Landes Sachsen-Anhalt (BestattG LSA) sieht in § 18 Abs. 2 Anpassungen bei der Entnahme von metallischen Gegenständen aus der Asche vor. Allerdings ist hier bis dato offengelassen, was mit den entnommenen Implantaten o. ä. passieren soll. Die parlamentarischen Beratungen des Landtages zur Änderung des Bestattungsgesetzes sind allerdings aktuell nicht abgeschlossen. Aeternitas e. V. – die Verbraucherinitiative Bestattungskultur – sieht eine Ergänzung zu den Rechten der Totensorgeberechtigten und damit die Überarbeitung des aktuellen Entwurfs als zwingend erforderlich.
Viele Krematorien trennen die Metallteile vollständig von den Ascheresten ab, wenn die Hinterbliebenen damit einverstanden sind, dass die metallischen Überreste entnommen und verwertet werden. Laut einem Rechtsgutachten des Vereins Aeternitas aus dem Jahr 2018 (2020 überarbeitet) setzt sich in den Bestattungsgesetzen der deutschen Bundesländer zunehmend der Grundsatz durch, dass aus Umweltgesichtspunkten nur noch verrottbare Materialien bestattet werden sollen. Diese Entwicklung ist insbesondere im Blick auf die zunehmende Zahl der Naturbestattungen in Wäldern nachvollziehbar. In der Schweiz sind zudem Fluss- und Wiesenbestattungen erlaubt. Aus einsichtigen Gründen ist es nicht erwünscht, wenn in Aschestreuwiesen oder auch in Flüssen Metallreste zum Teil offen sichtbar deponiert werden.

### Weisungen des Verstorbenen
Der Verstorbene muss nach den von ihm hinterlassenen Weisungen bestattet werden. Diese können den Ort der Kremierung und der Bestattung enthalten. Solche Weisungen sind unanfechtbar, soweit sie sich im ethischen Rahmen halten.
Privatrechtlich kann der Erbe des Toten als Lastenträger für die Bestattung und Auftraggeber für die Kremierung dem Betreiber des Krematoriums weitere Vorgaben machen. So kann er bei der Vereinbarung über die Dienstleistung der Einäscherung eine Vertragsbedingung setzen, die eine fehlende Regelung ausfüllt. Wenn der Betreiber die Kremierung ausführt, ist er daran gebunden. Das Krematorium muss dieser Bedingung allerdings nicht zustimmen und kann die Kremierung dann ablehnen. Wer in solchem Fall die Einäscherung in den vorgesehenen Fristen ausführen wird, bedarf gegebenenfalls einer Verwaltungsentscheidung der Kommune, in welcher der Leichnam aufgebahrt ist.

## Beisetzung der Asche
Es gibt zahlreiche Beisetzungsformen für die Asche Verstorbener. Trotz einiger Diskussionen in Deutschland besteht in den meisten Bundesländern die gesetzliche Pflicht zur Beisetzung der Asche auf einem Friedhof (Friedhofszwang).

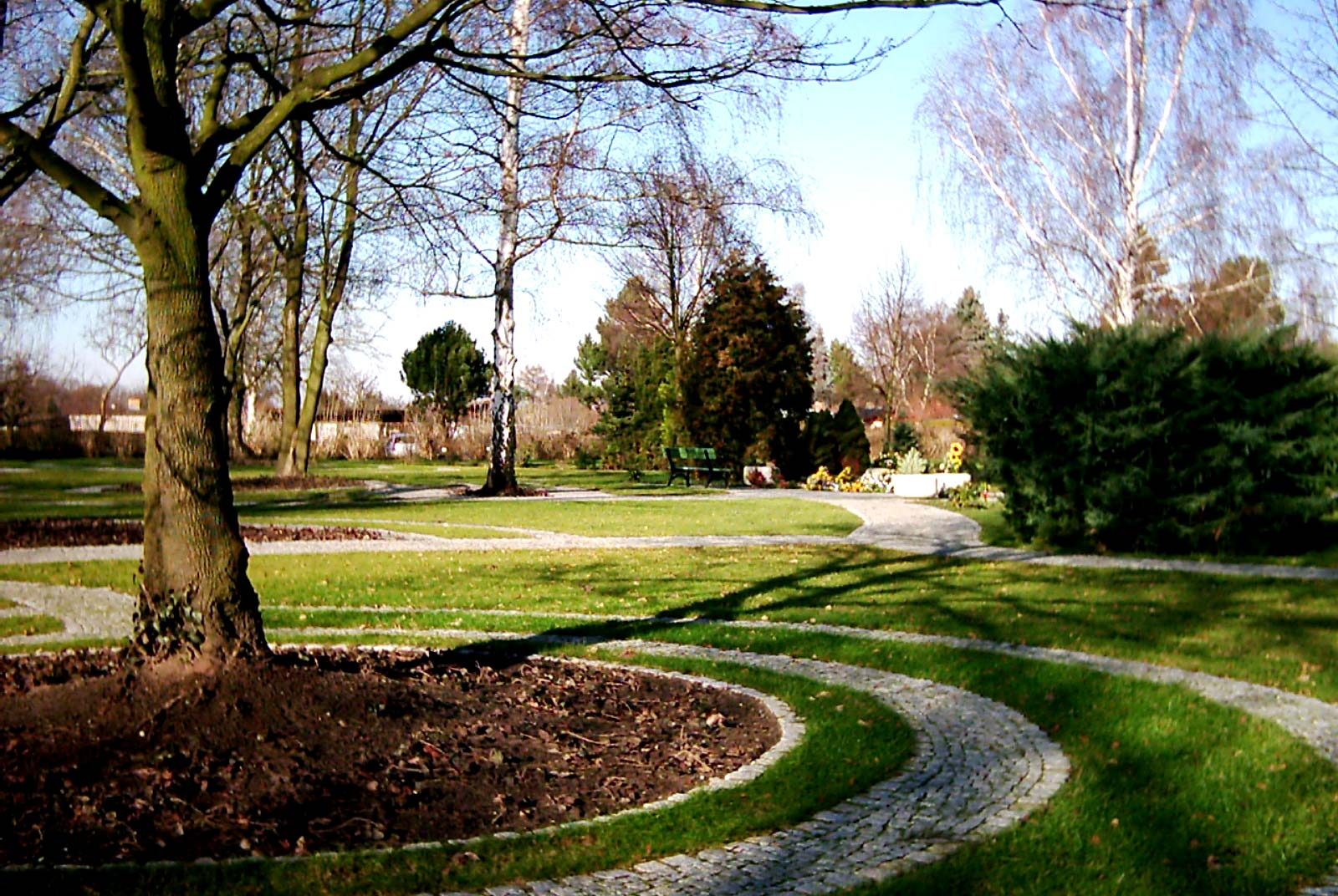
Gemeinschaftsanlage zur Bestattung von Urnen im Erdboden

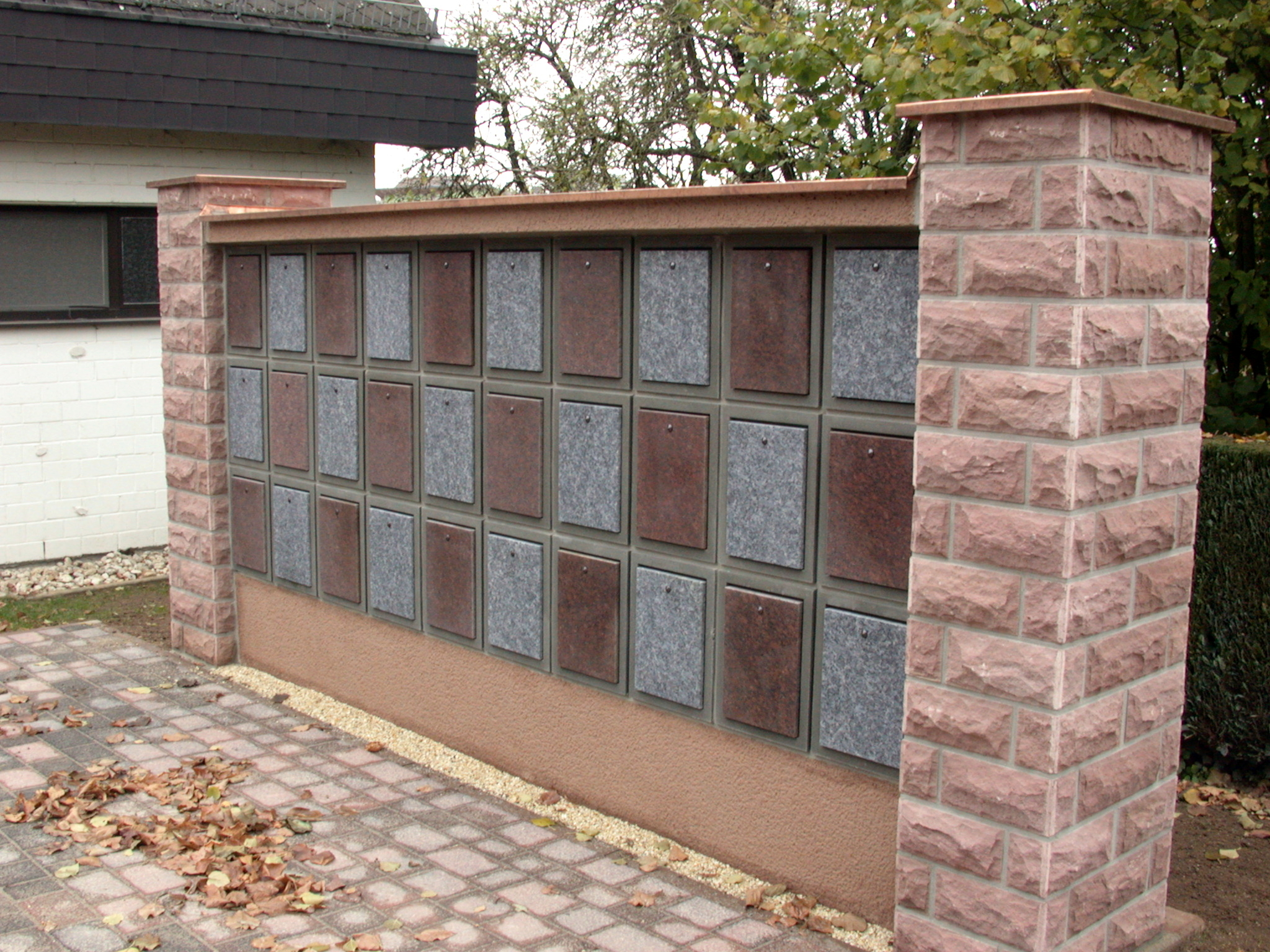
Urnenwand auf dem Friedhof in Hünfelden-Ohren

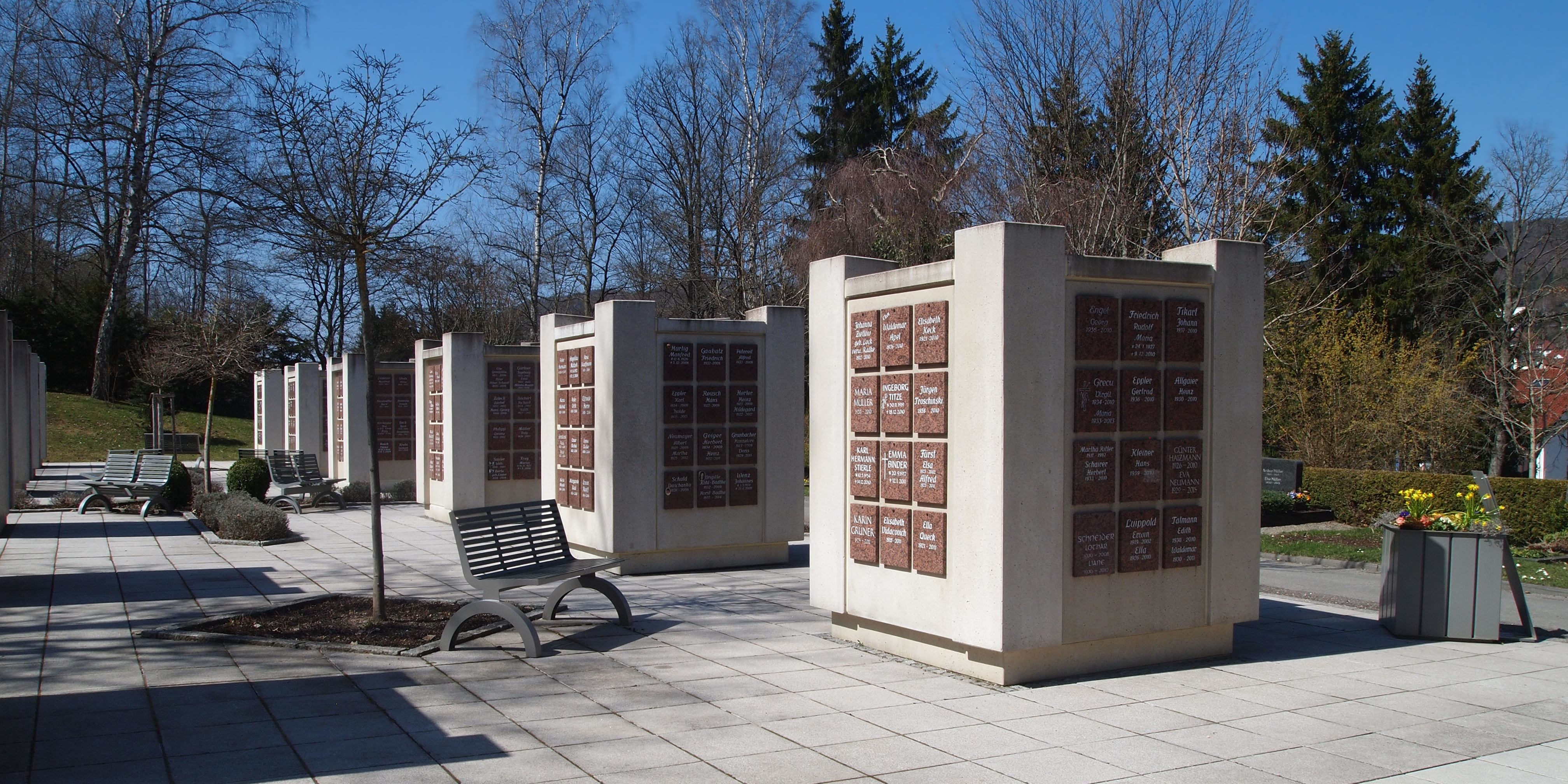
Kolumbarium auf dem Friedhof in Ebingen (Baden-Württemberg)

### Friedhof
Die häufigste Form der Beisetzung der Urne ist das Urnengrab. Als letzte Ruhestätte der Urne ist die Beisetzung im Erdgrab, einer Nische in einer Urnenwand oder die Vergabe in anderer Form ebenfalls möglich.
In vielen Ländern ist es möglich Urnen in Kolumbarien einzustellen. Dies sind Urnenwände oder Stelen auf Friedhöfen und in speziellen Hallen, auch umgewidmeten Kirchengebäuden, wo die Urnen mindestens für die gesetzliche Ruhefrist aufbewahrt werden.

### Bestattungswald
Sowohl in Deutschland und Österreich als auch in der Schweiz ist eine Bestattung der Asche im Wurzelbereich von Bäumen in einem Bestattungswald möglich.

### Verstreuen der Asche
Das Verstreuen der Asche in Wald, Wiese oder Bach ist in Deutschland wegen der Pflicht zur Beisetzung der Urne auf einem Friedhof oder einem vergleichbar pietätsgewidmeten Gelände grundsätzlich nicht möglich. Nach der Änderung von Bestattungsgesetzen in den deutschen Bundesländern Bremen und Nordrhein-Westfalen ist die anonyme Beisetzung in Form des Verstreuens der Asche auf einem Feld eines Friedhofs gestattet. In Bremen wurde zum 1. Januar 2015 der Friedhofszwang allgemein abgeschafft. In Nordrhein-Westfalen ist es erlaubt, Asche außerhalb von Friedhöfen zu verstreuen, allerdings muss dabei der Beisetzungsort nach Angaben des Gesundheitsministeriums zumindest zu bestimmten Zeiten „dauerhaft öffentlich zugänglich“ bleiben.
In der Schweiz gibt es keinen Friedhofszwang, dadurch kann die Asche einfach in den Wald oder einen Fluss gestreut werden. Die private Aufbewahrung in Haus oder Garten ist möglich. Es gibt nahezu keine Einschränkungen im Umgang mit der Kremationsasche und mit der Urne eines Menschen.
Die Möglichkeit der Luftbestattung besteht in Frankreich, Tschechien und der Schweiz. Dabei wird die Asche von einem Fluggerät aus (meist Heißluftballon) über Wald- oder Wiesengebieten verstreut.

### Beisetzung im eigenen Garten
In Österreich kann die Urne mit einer gesonderten Genehmigung im eigenen Garten beigesetzt werden. In Frankreich ist die Beisetzung im eigenen Garten seit Ende 2008 nicht mehr erlaubt.

### See- und Flussbestattung
Bei einer Seebestattung wird eine Seeurne, die sich im Wasser auflöst, von Bord eines Schiffes aus im Meer versenkt. Eine Flussbestattung erfolgt in ähnlicher Form.

### Diamantbestattung
Prinzipiell kann die Kremierung so geführt werden, dass aus verbleibenden Spuren von amorphem Kohlenstoff (Ruß) der Körperasche in einem getrennten Vorgang unter Hinzufügung weiterer anorganischer Materialien ein Diamant kristallisiert wird, der den Hinterbliebenen als Andenken dient. Auch bei einer „Diamantbestattung“ wird fast die gesamte Asche des Verstorbenen beigesetzt, beispielsweise in einem Erdgrab oder in einer Urnenwand. Der Diamant selbst wird nicht bestattet. Er wiegt nur etwa 80 bis 200 Milligramm.

### Weltraumbestattung
Einen eher symbolischen Akt stellt die Weltraumbestattung dar. Diese seltene und teure Form der Ehrung wurde unter anderem dem Astronomen und Impaktforscher Eugene Shoemaker zuteil. 1998 brachte die Sonde Lunar Prospector wenige Gramm seiner Asche zum Mond.

## Einäscherungsstatistik

### Deutschland
In Deutschland ist die Zahl der Feuerbestattungen stetig gestiegen. Anfang der 1990er Jahre lag der Anteil der Feuerbestattung bundesweit bei einem Drittel. Auf dem Gebiet der ehemaligen DDR wurden 1993 bereits 55 Prozent der Verstorbenen eingeäschert, in den alten Bundesländern betrug der Anteil ungefähr die Hälfte davon. 1997 lag der Anteil bundesweit bei 39 Prozent. Für 2016 gab der Bundesverband der Deutschen Bestatter ein Verhältnis von 64 Prozent Feuerbestattungen zu 36 Prozent Erdbestattungen an. Nach Umfragen der RAL-Gütegemeinschaft Feuerbestattungsanlagen e. V. betrug der Anteil der Feuerbestattungen im Jahr 2017 70 Prozent, im Jahr 2021 77 Prozent. Für das Jahr 2018 lag der Anteil nach Einschätzung des Bundesverbandes Deutscher Bestatter und des Vereins „Aeternitas“ bei ungefähr zwei Dritteln der Verstorbenen. Eine Umfrage der Gütegemeinschaft Feuerbestattungsanlagen e. V. hat für 2018 einen Anteil der Feuerbestattung von bundesweit 73 Prozent ermittelt. In verschiedenen ostdeutschen Bundesländern werden nach dieser Erhebung über 90 Prozent der Verstorbenen eingeäschert.
Der Anteil der Feuerbestattungen in München lag 1990 bei 37 % und 2009 bei 58 %. In Berlin stiegen die Anteile vom Jahr 1965 zum Jahr 1990 im Westteil von 45,1 % auf 65,1 % und im Ostteil von 53,3 % auf 72,6 %.
Als eine Ursache für den gestiegenen Feuerbestattungsanteil gelten die niedrigeren Gebührensätze der Friedhofsverwaltungen für Urnengräber oder -nischen, die auch weniger pflegebedürftig sind. Soziologen sehen insbesondere gesellschaftliche Trends wie Individualisierung, Pluralisierung und Säkularisierung sowie die zunehmende Mobilität als Ursachen für die steigende Beliebtheit der Feuerbestattung und der daraus resultierenden Beisetzungsmöglichkeiten.
Von Deutschland aus werden wegen günstigerer Preise zunehmend Krematorien in Nachbarländern genutzt, insbesondere in Tschechien. Dieser „Bestattungstourismus“ wird kontrovers diskutiert, weil im Ausland Bestattungsarten möglich sind, die in Deutschland untersagt sind. So kann bei Kremation in den Niederlanden die Aschekapsel direkt an Angehörige übergeben werden.

### Ländervergleich
| Staat                  | Anteil in % | Kremationen | Todesfälle | Krematorien (1998) | Krematorien (o. J.) | Krematorien (5. Jan. 2024) |
| ---------------------- | ----------- | ----------- | ---------- | ------------------ | ------------------- | -------------------------- |
| Vereinigtes Königreich | 74,42       | 00439.145   | 000614.910 | 238                | 251                 |                            |
| Dänemark               | 71,11       | 00041.594   | 000058.490 | 32                 | 32                  |                            |
| Schweden               | 67,84       | 00063.273   | 000093.271 | 72                 | 68                  |                            |
| Schweiz                | 85.5        | 00063.593   | 000074.295 | 27                 | 27                  | 30                         |
| Niederlande            | 48,24       | 00066.322   | 000137.482 | 54                 | 72                  |                            |
| Deutschland            | 39,06       | 00332.914   | 000852.382 | 113                | 144                 | 159                        |
| Belgien                | 30,97       | 00032.389   | 000104.583 | 10                 | 11                  |                            |
| Finnland               | 24,02       | 00011.834   | 000049.262 | 20                 | 21                  |                            |
| Österreich             | 18,09       | 00014.139   | 000078.339 | 10                 | 10                  | 16                         |
| Spanien                | 10,91       | 00035.995   | 000330.000 | 54                 | 109                 |                            |
| Frankreich             | 04,90       | 00080.534   | 000540.497 | 74                 | 119                 |                            |
| Irland                 | 04,56       | 00001.460   | 000032.000 | 1                  | 3                   |                            |
| Italien                | 04,09       | 00023.613   | 000576.911 | 33                 | 52                  |                            |
| Luxemburg              |             |             |            |                    | 1                   |                            |
| Tschechien             |             |             |            |                    | 27                  |                            |
| Estland                |             |             |            |                    | 2                   |                            |
| Ungarn                 |             |             |            |                    | 12                  |                            |
| Slowenien              |             |             |            |                    | 2                   |                            |
| Slowakei               |             |             |            |                    | 3                   |                            |
| Lettland               |             |             |            |                    | 1                   |                            |
| Portugal               |             |             |            |                    | 4                   |                            |
| Litauen                |             |             |            |                    | 1                   |                            |
| Polen                  |             |             |            |                    | 9                   |                            |
| Griechenland           |             |             |            |                    | 1                   |                            |
| Zypern                 |             |             |            |                    | 0                   |                            |
| Malta                  |             |             |            |                    | 0                   |                            |
| Japan                  |             |             |            |                    | 1600                |                            |
| Vereinigte Staaten     |             |             |            |                    | 1877                |                            |